# Ángeles Barrio Alonso
Ángeles Barrio Alonso (n. 1955) es una historiadora española, catedrática de la Universidad de Cantabria.

## Biografía
Nacida en 1955, es autora de obras como Anarquismo y anarcosindicalismo en Asturias (1890–1936) (Siglo XXI editores, 1988); La Modernización de España (1917-1939). Política y Sociedad (Síntesis, 2004); Por la razón y el derecho. Historia de la negociación colectiva en España (1850-2012) (Comares, 2014) o Ricardo Mella, Frustraciones federales y expectativas libertarias de un idealista tranquilo (Universidad de Cantabria, 2015), una biografía de Ricardo Mella, entre otras. Es catedrática de la Universidad de Cantabria desde 2009.